# Gennadi Georgijewitsch Wolnow
Gennadi Georgijewitsch Wolnow (russisch Генна́дий Гео́ргиевич Вольно́в; englische Transkription Gennadi Georgiyevich Volnov; * 28. November 1939 in Moskau, Sowjetunion; † 15. Juli 2008 in Konakowo) war ein sowjetischer Basketballspieler. Als Spieler wurde Wolnow mit der Basketballnationalmannschaft der UdSSR Olympiasieger, Welt- und Europameister. Er gehörte zu den erfolgreichsten Basketballspielern seiner Zeit.

## Karriere im Verein
Die Karriere von Gennadi Wolnow begann 1957 in der höchsten sowjetischen Liga bei Spartak Moskau. Bereits nach einem Jahr wurde er zum ZSKA Moskau berufen. Bei ZSKA verbrachte er dreizehn erfolgreiche Jahre. Er gewann mit ZSKA insgesamt dreimal den Europapokal der Landesmeister. Dazu kamen acht sowjetische Meisterschaften. Nach dem offiziellen Ende seiner Karriere spielte er noch jeweils ein Jahr bei Burewestnik und Dynamo Moskau. Sein Trikot mit der Nummer 13 hängt unter dem Dach der ZSKA-Universal-Sporthalle, in welcher ZSKA seine Heimspiele bestreitet.

## Karriere in der Nationalmannschaft
Das erste große Turnier im Kader der Nationalmannschaft war für Wolnow die EM 1959 in der Türkei, die er mit der Mannschaft der Sowjetunion gewinnen konnte. Zu diesem Europameistertitel kamen weitere fünf Titel in Folge dazu. Dabei wurde er bei den EM 1965 und EM 1969 zu dem MVP des Turniers gewählt. Ebenso erfolgreich war er mit der Sowjetunion bei den Weltmeisterschaften. Während bei der WM 1963 im Endergebnis nur der dritte Platz erreicht wurde, gelang es Wolnow mit der UdSSR bei der nächsten WM 1967 der Titelgewinn. Bei diesem Turnier wurde er wiederum zum MVP gewählt. Gennadi Wolnow war Teilnehmer an insgesamt vier olympischen Turnieren. Nach den Olympischen Spielen in Rom und Tokio, die mit Silbermedaillen erfolgreich verliefen und einer Bronzemedaille in Mexiko, schien Wolnows Karriere in der Nationalmannschaft zu Ende zu gehen. Für die WM 1970 wurde er kurzfristig aus dem Kader gestrichen. Etwas überraschend wurde er in die Auswahl für die Olympischen Spiele 1972 in München berufen. Hier gehörte er in acht von neun Spielen zu den Starting Five. Der Sieg im Finale gegen die USA wurde sein größter sportlicher Erfolg.

## Karriere nach dem Sport
Bereits 1970 Begann Wolnow eine Lehrtätigkeit an der Militärakademie für Radiologische, Chemische und Biowaffen in Kostroma. Dort wurde er zum Dozent und später zum Professor ernannt.

## Erfolge
- Olympiasieger 1972
- Olympiazweiter 1960, 1964
- Olympiadritter 1968
- Weltmeister 1967
- WM-Dritter 1963
- Europameister(6 ×) 1959–1969
- Sowjetischer Meister (8 ×): 1959, 1961–1966, 1969
- Sieger Europapokal der Landesmeister (3 ×): 1961, 1963, 1969
- MVP der Weltmeisterschaft 1967
- MVP der Europameisterschaft 1965, 1969